# 软件2000
软件2000是德国已结业电子游戏开发商、发行商。公司创办于1987年，创始人为安德烈亚斯·瓦尔登加和马克·瓦尔登加兄弟，坐落于石勒苏益格-荷尔斯泰因奥伊廷。
公司从早期的雅達利ST与Amiga，到后来的个人电脑、Game Boy Color乃至PlayStation，涉足制作发行不同平台的游戏。公司最成功的作品是德国足球甲级联赛題材的德甲经纪人系列；1990年代中期还推出了冰球经纪人系列、比萨大亨系列等经纪人类游戏。公司还制作了一系列德语互动小说游戏。公司还开发了PlayStation益智游戏《Swing》，并于1998年发行。
公司小团队开发模式无法适应越来越高的游戏标准。随着销售额下滑和重要人员离去，公司于2002年宣告破产。